# Shushupá
Shushupá är en ort i Mexiko.   Den ligger i kommunen Sabanilla och delstaten Chiapas, i den sydöstra delen av landet, 700 km öster om huvudstaden Mexico City. Shushupá ligger 585 meter över havet och antalet invånare är 269.
Terrängen runt Shushupá är bergig åt sydväst, men åt nordost är den kuperad. Shushupá ligger nere i en dal. Runt Shushupá är det ganska tätbefolkat, med 60 invånare per kvadratkilometer. Närmaste större samhälle är Simojovel de Allende, 13,3 km väster om Shushupá. I omgivningarna runt Shushupá växer i huvudsak städsegrön lövskog.